# Echinodorus longipetalus
Echinodorus longipetalus är en svaltingväxtart som beskrevs av Marc Micheli. Echinodorus longipetalus ingår i släktet Echinodorus och familjen svaltingväxter. Inga underarter finns listade.